# Moviment Comunista Revolucionari de Grècia
Moviment Comunista Revolucionari de Grècia (grec Επαναστατικό Κομμουνιστικό Κίνημα Ελλάδας, EKKE) és un partit polític grec d'ideologia comunista i orientació maoista. Fou fundat el 1970 per exiliats opositors a la junta militar grega, encapçalats per Nikos Zachariadis, després del 6è Congrés del Partit Comunista de Grècia. El 1973 la seva organització estudiantil AASPE va participar en l'ocupació de l'Escola Politècnica, que fou durament desllotjada per la policia i l'estudiant Christos Bisti fou torturat.
Durant la transició cap a la democràcia no va renunciar del tot a l'establiment de la revolució de la violència, però al contrari d'altres organitzacions radicals decidí participar en les eleccions legislatives gregues de 1974 i 1977, però va obtenir uns resultats minsos. El 1999 es va integrar en el Front d'Esquerra Radical.